# 1957 aux échecs
| Années des échecs : 1954 - 1955 - 1956 - 1957 - 1958 - 1959 - 1960    |
| Décennies des échecs : 1920 - 1930 - 1940 - 1950 - 1960 - 1970 - 1980 |

Cet article présente les faits marquants de l'année 1957 aux échecs.

## Évènements majeurs
Vassili Smyslov remporte le Championnat du monde d'échecs 1957 qui l'oppose à Mikhaïl Botvinnik.

## Championnats nationaux
- Argentine : Raúl Sanguineti remporte le championnat[1],[2]. Chez les femmes, Celia Baudot de Moschini s’impose.
- Autriche : Franz Auer remporte le championnat[3]. Chez les femmes, Inge Kattinger s’impose[4].
- Belgique : Albéric O’Kelly  remporte le championnat[5]. Chez les femmes, pas de championnat[6].
- Brésil : Luis Tavares remporte le championnat[7]. Chez les femmes, c’est Dora de Castro Rubio qui s’impose lors de la première édition du championnat féminin.
- Canada : Paul Vaitonis remporte le championnat[8].
- Chine : Zhang Fujiang remporte la première édition du championnat[9].
- Écosse : James Macrae Aitken remporte le championnat[10].
- Espagne : Arturo Pomar remporte le championnat[11]. Chez les femmes, c’est Mª Luisa Gutierrez qui s’impose[12].
- États-Unis : Sammy Reshevsky remporte le championnat[Note 1],[13]. Chez les femmes Gisela Kahn Gresser et Sonja Graf s’imposent[14].
- Finlande: Kaarle Ojanen remporte le championnat[15].
- France : Volf Bergraser remporte le championnat[16]. Chez les femmes, c’est Vazeille qui s’impose[17].
- Inde : Ramdas Gupta remporte le championnat[18]
- Iran : Yousof Safvat remporte le championnat[19].
- Pays-Bas : Hein Donner remporte le championnat[20]. Pas de championnat féminin cette année.
- Pologne : Kazimierz Plater remporte le championnat[21].
- Royaume-Uni : Stephan Fazekas remporte le championnat[22].
- Suisse : Joseph Kupper remporte le championnat[23]. Chez les dames, c’est Madeleine Batchinsky-Gaille qui s’impose[24].
- RSS d'Ukraine : Salo Flohr et Efim Geller remportent le championnat[25],[26], dans le cadre de l’U.R.S.S.. Chez les femmes, Olena Malynova s’impose[27].
- RFP Yougoslavie : Svetozar Gligorić remporte le championnat[28],[29]. Chez les femmes, Milunka Lazarević s’impose.

## Divers
- La Berliner Schachgesellschaft 1827 Eckbauer remporte le championnat national des clubs en Allemagne.

## Naissances
- Ľubomír Ftáčnik

## Nécrologie
- 4 janvier : Josef Krejcik (en)
- 5 janvier : Oldrich Duras
- 14 mars : Giovanni Cenni (en)
- 6 avril : Nancy Roos (en)
- 26 avril : Max Marchand
- 6 août : Alberts Melnbārdis (en)
- 18 août : Amédée Gibaud
- 4 septembre : Max Pavey (en)
- 12 septembre : Gustaf Nyholm
- 25 octobre : Lord Dunsany